# Your Filthy Little Mouth
Your Filthy Little Mouth (en español: Tu sucia y pequeña boca) es el cuarto álbum de estudio de David Lee Roth, publicado en marzo de 1994 por Warner Brothers-Reprise y producido por Nile Rodgers (productor de álbumes de David Bowie y Madonna, entre otros).

## Lista de canciones
1. "She's My Machine" (Monty Byrom, David Neuhauser, David Lee Roth) – 3:53
2. "Everybody's Got the Monkey" (Frank Simes, Joey Hunting, Roth) – 3:01
3. "Big Train" (Terry Kilgore, Roth, Joey Hunting, Preston Sturges) – 4:14
4. "Experience"  (Kilgore, Roth) – 5:54
5. "A Little Luck" (Eddie Anderson, Steve Hunter, Roth) – 4:40
6. "Cheatin' Heart Cafe" (Kilgore, Roth) – 4:06
7. "Hey, You Never Know" (Kilgore, Roth) – 2:46
8. "No Big 'Ting" (Kilgore, Roth) – 4:51
9. "You're Breathin' It" (Richard Hilton, Kilgore, Roth) – 3:46
10. "Your Filthy Little Mouth" (Kilgore, Roth) – 3:02
11. "Land's Edge" (Kilgore, Roth) – 3:12
12. "Night Life" (Walt Breeland, Paul Buskirk, Willie Nelson) – 3:35
13. "Sunburn" (Kilgore, Roth) – 4:42
14. "You're Breathin' It" [Urban NYC Mix] (Kilgore, Roth) – 4:13

## Créditos
- David Lee Roth: voz
- Travis Tritt: coros
- Terry Kilgore: guitarra
- John Regan: bajo
- Tony Beard: batería
- Larry Aberman: batería
- Ray Brinker: batería

## Listas
Álbum - Billboard (Norteamérica)
| Año  | Lista             | Posición |
| ---- | ----------------- | -------- |
| 1994 | The Billboard 200 | 78       |

Sencillos - Billboard (Norteamérica)
| Año  | Lista                  | Sencillo           | Posición |
| ---- | ---------------------- | ------------------ | -------- |
| 1994 | Mainstream Rock Tracks | "She's My Machine" | 12       |